# فرودگاه کیسیمی گیتوی
فرودگاه کیسیمی گیتوی (به انگلیسی: Kissimmee Gateway Airport) یک فرودگاه همگانی بهره‌برداری هوایی با کد یاتا ISM است که یک باند فرود آسفالت دارد و طول باند آن ۱۵۲۴ متر است. این فرودگاه در شهر کیسیمی، فلوریدا کشور ایالات متحده آمریکا قرار دارد و در ارتفاع ۲۵ متری از سطح دریا واقع شده است.